# Calosoma anthrax
Calosoma anthrax is een keversoort uit de familie van de loopkevers (Carabidae). De wetenschappelijke naam van de soort is voor het eerst geldig gepubliceerd in 1900 door Semenov.
De kever wordt 21,5 tot 25,5 millimeter lang en is brachypteer (kan niet vliegen).
De soort komt voor in Mongolië en China.